# Aflenz Land
Aflenz Land è una frazione di 1 435 abitanti del comune austriaco di Aflenz, nel distretto di Bruck-Mürzzuschlag (Stiria). Già comune autonomo, il 1º gennaio 2015 è stato fuso con il comune di Aflenz Kurort per costituire il nuovo comune mercato (Marktgemeinde).